# Gerhard Abrahamsson
Thure Gerhard Abrahamsson, född 8 februari 1921 i Carl Johans församling, Göteborg, död där 15 juli 1979, var en svensk målare.
Abrahamsson var som konstnär huvudsakligen autodidakt. Hans konst bestod av kraftigt hållna landskap och hamnpartier.
Han finns representerad på konstmuseer i Uddevalla och Eksjö samt konstkammaren i Göteborg.